# بخش گلمکان
بخش گلمکان در شهرستان گلبهار استان خراسان رضوی واقع است.

## تقسیمات کشوری
بخش گلمکان بر اساس مصوبهٔ هیئت وزیران در تاریخ ۱۲ آبان ۱۳۹۹ از ترکیب دو دهستان دهستان گلمکان و دهستان چشمه‌سبز و شهر گلمکان به مرکزیت شهر گلمکان تأسیس شد.